# بريستول (إنديانا)
بريستول (بالإنجليزية: Bristol town, Indiana)‏ هي بلدة تقع بولاية إنديانا في الولايات المتحدة. تبلغ مساحتها 10.78 كم2، وترتفع عن سطح البحر 228 م، بلغ عدد سكانها 1,602 نسمة في عام 2010 حسب إحصاء مكتب تعداد الولايات المتحدة وتصل الكثافة السكانية فيها 148.6 نسمة لكل كيلومتر مربع (384.9/ميل2).

## التركيبة السكانية
حدّد مكتب تعداد الولايات المتحدة بيانات التركيبة السكانية لبريستول في تعداد الولايات المتحدة. في ما يلي، التركيبة السكانية حسب تعدادي 2000 و2010.

### تعداد عام 2000
بلغ عدد سكان بريستول 1,382 نسمة بحسب تعداد عام 2000، وبلغ عدد الأسر 539 أسرة وعدد العائلات 368 عائلة مقيمة في البلدة. في حين سجلت الكثافة السكانية 128.2 نسمة لكل كيلومتر مربع (332.0/ميل2). وبلغ عدد الوحدات السكنية 559 وحدة بمتوسط كثافة قدره 51.9 لكل كيلومتر مربع (134.4/ميل2).
وتوزع التركيب العرقي للبلدة بنسبة 90.09% من البيض و1.16% من الأمريكيين الأفارقة و0.36% من الأمريكيين الأصليين و1.23% من الأمريكيين ذوي الأصول الآسيوية و0.07% من سكان جزر المحيط الهادئ و4.27% من الأعراق الأخرى و2.82% من عرقين مختلطين أو أكثر و7.67% من الهسبانيون أو اللاتينيون من أي عرق.
بلغ عدد الأسر 539 أسرة كانت نسبة 37.7% منها لديها أطفال تحت سن الثامنة عشر تعيش معهم، وبلغت نسبة الأزواج القاطنين مع بعضهم البعض 51.9% من أصل المجموع الكلي للأسر، ونسبة 9.8% من الأسر كان لديها معيلات من الإناث دون وجود شريك، بينما كانت نسبة 6.5% من الأسر لديها معيلون من الذكور دون وجود شريكة وكانت نسبة 31.7% من غير العائلات. تألفت نسبة 23.9% من أصل جميع الأسر من عدة أفراد يعيشون في نفس المنزل ونسبة 5% كانت تتألف من شخص يعيش بمفرده يبلغ من العمر 65 عاماً أو أكثر. وبلغ متوسط حجم الأسرة المعيشية 2.56، أما متوسط حجم العائلات فبلغ 3.02.
بلغ العمر الوسطي للسكان 31.2 عاماً. وكانت نسبة 27.6% من القاطنين تحت سن الثامنة عشر، وكانت نسبة 11.2% بين الثامنة عشر والرابعة والعشرين عاماً، ونسبة 31% كانت واقعةً في الفئة العمرية ما بين الخامسة والعشرين والرابعة والأربعين عاماً، ونسبة 19.5% كانت ما بين الخامسة والأربعين والرابعة والستين، ونسبة 10.8% كانت ضمن فئة الخامسة والستين عاماً فما فوق. يوجد لكل 100 أنثى 100.0 ذكر، ويوجد لكل 100 أنثى في الثامنة عشر من عمرها فما فوق 101.0 ذكر.
بلغ متوسط دخل الأسرة في البلدة 46,136 دولارًا، أما متوسط دخل العائلة فبلغ 54,125 دولارًا. وكان متوسط دخل الذكور 35,568 دولارًا مقابل 24,938 دولارًا للإناث. وسجل دخل الفرد الخاص بالبلدة 20,373 دولارًا. وكانت نسبة 5.1% من العائلات ونسبة 5.9% من السكان تحت خط الفقر، وكان من هؤلاء نسبة 7.6% تحت سن الثامنة عشر ونسبة 2.7% في الخامسة والستين من العمر وما فوق.

### تعداد عام 2010
بلغ عدد سكان بريستول 1,602 نسمة بحسب تعداد عام 2010، وبلغ عدد الأسر 608 أسرة وعدد العائلات 429 عائلة مقيمة في البلدة. في حين سجلت الكثافة السكانية 148.6 نسمة لكل كيلومتر مربع (384.9/ميل2). وبلغ عدد الوحدات السكنية 737 وحدة بمتوسط كثافة قدره 68.4 لكل كيلومتر مربع (177.2/ميل2).
وتوزع التركيب العرقي للبلدة بنسبة 87.89% من البيض و2.06% من الأمريكيين الأفارقة و0.75% من الأمريكيين الأصليين و1.50% من الأمريكيين ذوي الأصول الآسيوية و4.74% من الأعراق الأخرى و3.06% من عرقين مختلطين أو أكثر و10.24% من الهسبانيون أو اللاتينيون من أي عرق.
بلغ عدد الأسر 608 أسرة كانت نسبة 34.4% منها لديها أطفال تحت سن الثامنة عشر تعيش معهم، وبلغت نسبة الأزواج القاطنين مع بعضهم البعض 50.8% من أصل المجموع الكلي للأسر، ونسبة 11.8% من الأسر كان لديها معيلات من الإناث دون وجود شريك، بينما كانت نسبة 7.9% من الأسر لديها معيلون من الذكور دون وجود شريكة وكانت نسبة 29.4% من غير العائلات. تألفت نسبة 22.2% من أصل جميع الأسر من عدة أفراد يعيشون في نفس المنزل ونسبة 8.2% كانت تتألف من شخص يعيش بمفرده يبلغ من العمر 65 عاماً أو أكثر. وبلغ متوسط حجم الأسرة المعيشية 2.62، أما متوسط حجم العائلات فبلغ 3.04.
بلغ العمر الوسطي للسكان 36.4 عاماً. وكانت نسبة 27% من القاطنين تحت سن الثامنة عشر، وكانت نسبة 7.4% بين الثامنة عشر والرابعة والعشرين عاماً، ونسبة 25.2% كانت واقعةً في الفئة العمرية ما بين الخامسة والعشرين والرابعة والأربعين عاماً، ونسبة 26% كانت ما بين الخامسة والأربعين والرابعة والستين، ونسبة 14.4% كانت ضمن فئة الخامسة والستين عاماً فما فوق. وتوزع التركيب الجنسي للسكان بنسبة 49.6% ذكور و50.4% إناث.

## وصلات خارجية
- الموقع الرسمي